# علم بكتيريا النانوية

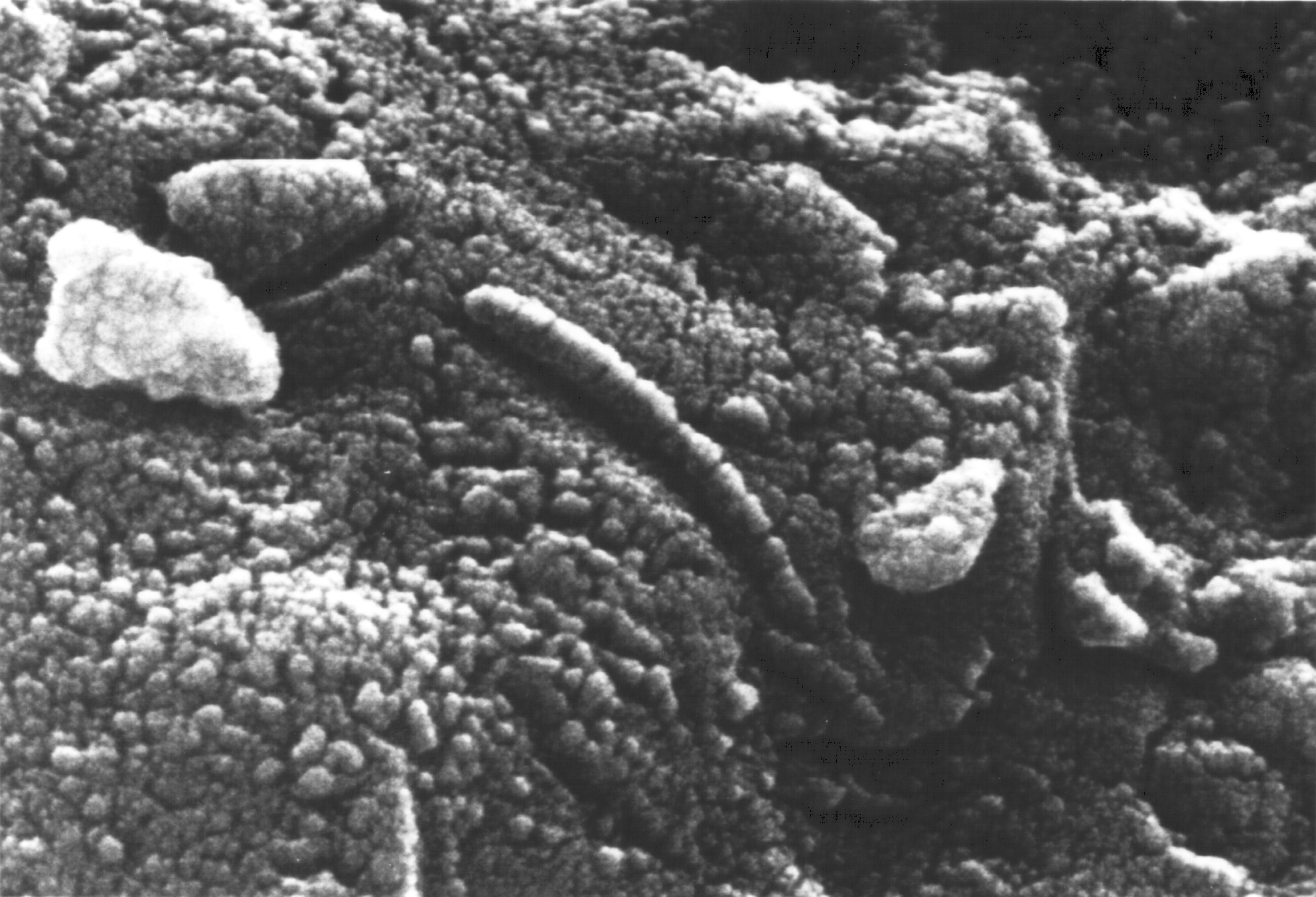
تم العثور على الهياكل على جزء نيزكي ألان هيلز 84001

البكتيريا النانوية هي الوحدة أو اسم العضو لفئة الكائنات الحية المقترحة السابقة على وجه التحديد، الكائنات الحية الدقيقة ذات الجدران الخلوية، التي فقدت مصداقيتها الآن، بحجم أصغر بكثير من الحد الأدنى المقبول للحياة (حوالي 200 نانومتر للبكتيريا، مثل الميكوبلازما).استنادًا إلى الهياكل النانوية المرصودة في التكوينات الجيولوجية (بما في ذلك نيزك واحد)، كانت حالة البكتيريا النانوية مثيرة للجدل، حيث اقترح بعض الباحثين أنها فئة جديدة من الكائنات الحية قادرة على دمج اليوريدين المشع، والبعض الآخر ينسب إليها أبسط الطبيعة اللاأحيائية. أطلق أحد المشككين عليهم لقب «الاندماج البارد لعلم الأحياء الدقيقة»، في إشارة إلى حلقة سيئة السمعة من علم خاطئ مفترض. كما تم استخدام مصطلح «الجسيمات النانوية المتكلسة» (CNPs) كاسم محافظ فيما يتعلق بوضعها المحتمل كشكل من أشكال الحياة.يميل البحث إلى الاتفاق على وجود هذه الهياكل، ويبدو أنها تتكرر بطريقة ما. ومع ذلك، فإن فكرة أنها كيانات حية قد تم تجاهلها الآن إلى حد كبير، وبدلاً من ذلك يُعتقد أن الجزيئات هي بلورات غير حية للمعادن والجزيئات العضوية.

## 1981-2000
2000-1981
في عام 1981 وصفت توريلا وموريتا خلايا صغيرة جدًا تسمى البكتيريا فائقة الميكروبات. تم تعريفه على أنه أصغر من 300 نانومتر، بحلول عام 1982 وجد ماكدونيل وهود أن البعض يمكن أن يمر عبر غشاء 200 نانومتر. في أوائل عام 1989، وجد الجيولوجي روبرت إل فولك ما عرَّفه لاحقًا على أنه بكتيريا نانوية (مكتوبة بحرف "n" المزدوج)، أي جزيئات نانوية معزولة من العينات الجيولوجية في الحجر الجيري من الينابيع الساخنة في مدينة فيتيربو بإيطاليا. في البداية، كان البحث عن سبب جرثومي لترسب الحجر الجيري، كشف الفحص بالمجهر الإلكتروني للمعادن حيث لم يتم اكتشاف بكتيريا عن أجسام صغيرة للغاية تبدو بيولوجية. أثار عرضه الشفهي الأول ما أسماه «الصمت الحجري في الغالب» في المؤتمر السنوي للجمعية الجيولوجية الأمريكية لعام 1992. واقترح أن البكتيريا النانوية هي العوامل الرئيسية لهطول الأمطار لجميع المعادن والبلورات الموجودة على الأرض والتي تتكون في الماء السائل، وأنها تسبب أيضًا كل أكسدة المعادن، وأنها متوفرة بكثرة في العديد من العينات البيولوجية.في عام 1996، نشر عالم ناسا David McKay دراسة تشير إلى وجود أحافير نانوية - أحافير لبكتيريا المريخ النانوية - في ALH84001 ، وهو نيزك نشأ من المريخ ووجد في القارة القطبية الجنوبية.تم اقتراح Nanobacterium sanguineum في عام 1998 كتفسير لأنواع معينة من التكلس المرضي (الأباتيت في حصوات الكلى) من قبل الباحث الفنلندي أولافي كاجاندر والباحثة التركية نيفا سيفتشيوغلو، التي تعمل في جامعة كوبيو في فنلندا. وفقًا للباحثين، تتكاثر الجسيمات ذاتيًا في الأوساط الزرعية الميكروبيولوجية، وأفاد الباحثون أيضًا بتحديد الحمض النووي في هذه الهياكل عن طريق التلوين.

بحثت ورقة بحثية نُشرت في عام 2000 من قبل فريق بقيادة عالم المعاهد الوطنية للصحة John Cisar هذه الأفكار. وذكر أن ما تم وصفه سابقًا باسم «النسخ الذاتي» كان شكلاً من أشكال النمو البلوري. تم التعرف على الحمض النووي الوحيد الذي تم اكتشافه في عيناته على أنه قادم من بكتيريا Phyllobacterium myrsinacearum ، وهي مادة ملوثة شائعة في تفاعلات تفاعل البوليميراز المتسلسل PCR  .

## 2001 إلى الوقت الحاضر
أفاد فريق Mayo Clinic بقيادة فرانكلين كوكريل، وجون ليسكي، وفيرجينيا إم ميلر، بعزل البكتيريا النانوية من الشرايين البشرية المريضة وحصوات الكلى. تم نشر نتائجهم في 2004 و 2006 على التوالي. تم الحصول على نتائج مماثلة في عام 2005 من قبل في مختبر DNA ، جامعة Szeged ، المجر. حدد الدكتور بوشكاش هذه الجسيمات في الأوساط الزرعية المأخوذة من جدران الأبهر المصابة بتصلب الشرايين البشري وعينات الدم لمرضى تصلب الشرايين ولكن المجموعة لم تتمكن من اكتشاف الحمض النووي في هذه العينات.
في عام 2005، استخدمت Ciftcioglu وفريقها البحثي في ناسا قارورة مزرعة خلوية دوارة، والتي تحاكي بعض جوانب ظروف الجاذبية المنخفضة، لاستنبات البكتيريا النانوية المشتبه في تكوين حصوات الكلى بسرعة في رواد الفضاء. في هذه البيئة، وجد أنها تتضاعف خمس مرات أسرع من الجاذبية الأرضية العادية. وخلصت الدراسة إلى أن البكتيريا النانوية قد يكون لها دور محتمل في تكوين حصوات الكلى وقد تحتاج إلى فحصها في أطقم قبل الرحلة.ركزت مقالة المكتبة العامة لمسببات الأمراض (PLOS Pathogens)
في فبراير 2008 على التوصيف الشامل للبكتيريا النانوية. يقول المؤلفون إن نتائجهم تستبعد وجود البكتيريا النانوية ككائنات حية وأنهم بدلاً من ذلك كيان فريد من نوعه ينتشر ذاتيًا، أي مجمعات فيتوين المعدنية ذاتية الانتشار.ذكرت مقالة
في أبريل 2008 من الأكاديمية الوطنية للعلوم (PNAS) أيضًا أن البكتيريا النانوية في الدم ليست كائنات حية وذكرت أن «رواسب كربونات الكالسيوم المحضرة في المختبر تشبه إلى حد كبير البكتيريا النانوية المزعومة من حيث أشكالها الحويصلية ذات الحجم الموحد والمحددة بالغشاء. مع تشكيلات وتجمعات تشبه الانقسام الخلوي في شكل مستعمرات». تمت دراسة نمو مثل هذه الرواسب غير العضوية «الحيوية» بالتفصيل في ورقة علمية عام 2009، والتي أظهرت أن آليات نمو البلورات غير العادية يمكن أن تنتج رواسب من كلوريد الباريوم والسيليكا التي تشبه الكائنات الحية البدائية. علق المؤلفون على التشابه الوثيق بين هذه البلورات والبكتيريا النانوية المفترضة، مشيرين إلى أن نتائجهم أظهرت أن الدليل على الحياة لا يمكن أن يعتمد على التشكل وحده.يتضمن المزيد من العمل حول أهمية البكتيريا النانوية في الجيولوجيا بواسطة R.L Folk وزملاؤه دراسة كربونات الكالسيوم ودائع باهاما ومعادن طين السيليكات وكبريتيدات المعادن وأكاسيد الحديد. في كل هذه المعادن المتنوعة كيميائيًا، تكون البكتيريا النانوية المفترضة بنفس الحجم تقريبًا، بشكل أساسي من 0.05 إلى 0.2 ميكرومتر. هذا يشير إلى أصل مشترك. على الأقل بالنسبة لموقع النوع في فيتربو بإيطاليا، تم دعم التولد الحيوي لهذه الخلايا الدقيقة بواسطة الفحص المجهري الإلكتروني (TEM). أظهرت الشرائح من خلال الجير الحيوي الأخضر كيانات من 0.4 نزولاً إلى حجم صغير يصل إلى 0.09 ميكرومتر مع جدران خلوية محددة ونقاط داخلية تشبه الريبوسومات؛ وحتى الأجسام الصغيرة ذات الجدران الخلوية والديكورات الداخلية الواضحة بأقطار 0.05 ميكرومتر. الكائنات القابلة للزراعة على الأرض هي نفس حجم 0.05 ميكرومتر مثل البكتيريا النانوية المفترضة على المريخ.
يتضمن مزيد من العمل حول أهمية البكتيريا النانوية في الجيولوجيا بواسطة R.L Folk وزملاؤه دراسة كربونات الكالسيوم ودائع باهاما ومعادن طين السيليكات وكبريتيدات المعادن وأكاسيد الحديد. 
في كل هذه المعادن المتنوعة كيميائيًا، تكون البكتيريا النانوية المفترضة بنفس الحجم تقريبًا، بشكل أساسي من 0.05 إلى 0.2 ميكرومتر. هذا يشير إلى قاسم مشترك في الأصل. على الأقل بالنسبة لموقع النوع في فيتربو بإيطاليا، تم دعم التولد الحيوي لهذه الخلايا الدقيقة بواسطة الفحص المجهري الإلكتروني (TEM). أظهرت الشرائح من خلال الجير الحيوي الأخضر كيانات من 0.4 نزولاً إلى حجم صغير يصل إلى 0.09 ميكرومتر مع جدران خلوية محددة ونقاط داخلية تشبه الريبوسومات؛ وحتى الأجسام الصغيرة ذات الجدران الخلوية والديكورات الداخلية الواضحة بأقطار 0.05 ميكرومتر. الكائنات القابلة للزراعة على الأرض هي نفس حجم 0.05 ميكرومتر مثل البكتيريا النانوية المفترضة على المريخ.